# Sabine Coelsch-Foisner
Sabine Coelsch-Foisner (* 23. März 1960 in Bad Hall als Sabine Foisner) ist eine österreichische Anglistin, Literaturwissenschaftlerin und Kulturtheoretikerin.

## Leben
Sabine Coelsch-Foisner wurde am 23. März 1960 in der oberösterreichischen Stadt Bad Hall (als Sabine Foisner) geboren und besuchte dort von 1966 bis 1970 die Volksschule. Im Anschluss war sie Schülerin des Bundesgymnasiums Steyr, wo sie am 19. Juni 1978 die Matura ablegte. Ab dem Wintersemester 1978/79 bis zum Sommersemester 1983 studierte sie an der Universität Salzburg Anglistik und Amerikanistik sowie Romanistik (Französisch) als Lehramt und Bühnen- und Kostümbild an der Hochschule Mozarteum. Am 28. April 1983 schloss sie das Studium an der Universität Salzburg als Magister der Philosophie ab. 1987 beendete sie ihr Doktoratsstudium mit der Dissertation The Redeemed Loser. Art World and Real World in William Morris.
Bereits während ihres Studiums hatte sie diverse Berufstätigkeiten ausgeübt: Von 1978 bis 1982 war sie Mitarbeiterin in diversen Museen im Auftrag des Bundesdenkmalamts und von 1981 bis 1983 arbeitete sie beim ORF-Landesstudio Salzburg in der Kulturredaktion und als Sprecherin. 1983 vollendete sie ihre Lehramtsausbildung mit der Absolvierung des Probejahrs am Bundesoberstufenrealgymnasium in Salzburg. In den Jahren 1983 bis 1993 war sie beim Österreichischen Akademischen Austauschdienst tätig.
Nach Absolvierung des Studiums verfolgte sie eine universitäre Karriere: Ab dem Wintersemester 1983/84 war sie Lehrbeauftragte am Institut für Anglistik und Amerikanistik der Universität Salzburg. Ab 1989 war sie Lehrbeauftragte an der Rechtswissenschaftlichen Fakultät (English for Law). 1991 legte sie in Wien die Gerichtsdolmetschprüfung ab, woraufhin sie beim Landesgericht Salzburg als allgemein beeidete und gerichtlich zertifizierte Dolmetscherin für die englische Sprache eingetragen wurde. In der Folge tätigte sie Übersetzungen in den Bereichen Kultur Wirtschaft, Recht und Industrie. 1993 bis 2001 war sie Universitätsassistentin am Institut für Anglistik und Amerikanistik der Universität Salzburg.
Nach Regierungsstipendien in Oxford und London und dem APART-Stipendium der Österreichischen Akademie der Wissenschaften habilitierte sie sich 2001 an der Universität Salzburg mit der Schrift Revolution in Poetic Consciousness: An Existential Reading of Mid-Twentieth-Century British Women's Poetry. Am 31. Mai 2001 folgte die Verleihung der Venia für „Englische Literaturwissenschaft und Kulturtheorie“. Sodann war sie von 2001 bis 2005 Assoziierte Professorin an der Universität Salzburg. Von 2004 bis 2010 war sie Leiterin des von ihr mitbegründeten Interdisciplinary Research Centre Metamorphic Changes in the Arts (IRCM) der Universität Salzburg. Seit 2005 ist sie Universitätsprofessorin für Englische Literaturwissenschaft und Kulturtheorie am Institut für Anglistik und Amerikanistik der Universität Salzburg.
2007 bis 2015 leitete sie den Fachbereich Anglistik und Amerikanistik, 2010 bis 2013 den Programmbereich Arts and Aesthetics in Kooperation mit der Universität Mozarteum am Schwerpunkt Wissenschaft und Kunst, dessen stellvertretende Leiterin sie war. 2016 bis 2021 leitete sie das Doktoratskolleg Cultural Production Dynamics. 2006 bis 2010 war sie Mitglied des Universitätssenats. Seit 2016 ist sie Vorsitzende des Salzburger Universitätsprofessor/Innenverbands, sie gehört seit 2016 dem Präsidium des Österreichischen Dachverbandes an.

## Forschung
Forschungsschwerpunkte von Sabine Coelsch-Foisner sind literaturwissenschaftliche Fragestellungen zu unterschiedlichen Epochen, Komparatistik, Fantastik, Kulturtheorie und Ästhetik, Ideengeschichte, Narratologie, Frauenlyrik, Short Story, Theater, Figurentheater/Puppetry, Performanz, Konzepte des Wandels, kulturelle Produktion und kulturelle Infrastrukturen (Museen, Theater, Oper, Festivals) und Digital Humanities.
Sie ist Autorin und Herausgeberin zahlreicher Fachpublikationen zu einer großen Bandbreite an Themen und Mitgründerin sowie Editor-in-Chief der Reihe Wissenschaft und Kunst beim Universitätsverlag Winter Heidelberg und der Open Collection Production Archives bei Open Library of Humanities (OLH). Zu ihrem Selbstverständnis als Wissenschaftlerin gehören sowohl die Dritte Mission der Universität als auch vernetztes Forschen an den Schnittstellen von Theorie und Praxis, Wissenschaft, Kunst und Kultur. So gehört sie neben mehreren Fachverbänden der Anglistik und Fantastik auch der Research Commission von UNIMA International an. 2009 gründete sie das öffentliche Kulturvermittlungsprogramm Atelier Gespräche. 2012 bis 2023 leitete sie die transdisziplinäre ARGE Kulturelle Dynamiken der Österreichischen Forschungsgemeinschaft. 2013 gründete sie das Wissenstransfer Projekt PLUS Kultur, im Rahmen dessen sie für zahlreiche Bildungsprojekte sowie öffentlichkeitswirksame Veranstaltungen und Publikationen in Kooperation mit Kultureinrichtungen zeichnet. Als Urheberin der multimedialen Datenbank S.C. CORE® – Theatre | Opera | Festival engagiert sie sich seit 2012 für das digitale Gedächtnis des Theaters und die wissenschaftliche Dokumentation kreativer Prozesse. Ihre Sammlung umfasst über 10.000 digitale Objekte (Stand: Juni 2024). Forschung über die Grenzen von Disziplinen hinweg ist ihr ein grundsätzliches Anliegen.

## Auszeichnungen und Ehrungen
- 2001: Kardinal-Innitzer-Förderungspreis für Geisteswissenschaften
- 2004: Kulturpreis des Landes Oberösterreich

## Schriften (Auswahl)

### Monografien
- The Redeemed Loser. Art World and Real World in William Morris. Universität Salzburg, Dissertation, Salzburg 1987, ISBN 0-7734-0117-2.
- Revolution in Poetic Consciousness: An Existential Reading of Mid-Twentieth-Century British Women's Poetry. Universität Salzburg, Habilitationsschrift, Salzburg 2001.
  - Revolution in Poetic Consciousness: An Existential Reading of Mid-Twentieth-Century British Women's Poetry. 3 Bände, Stauffenburg, Tübingen 2002 (gedruckte Fassung der Habilitationsschrift), ISBN 3-86057-012-9.
- PLUS Kultur / Atelier Gespräche III. Anton Pustet, Salzburg 2015, ISBN 978-3-7025-0809-8.
- Tatort Kultur / Atelier Gespräche II. Anton Pustet, Salzburg 2013, ISBN 978-3-7025-0700-8.
- Atelier Gespräche. Anton Pustet, Salzburg 2011, ISBN 978-3-7025-0656-8.
- Verführung. Verlockende Schönheit – tödlicher Reiz. Ausstellungskatalog, hrsg. von Astrid Ducke, Residenzgalerie Salzburg GmbH, Salzburg 2015, ISBN 978-3-901443-41-1.

### Buchkapitel und Artikel in Fachzeitschriften
- „'Robo Theatralis', Transhumanes Theater und 'Metal Opera': Theater als Vorbild und Widerstand gegen transhumanes Anderswerden (mit Beispielen aktueller Produktionen: 'OEdipe', 'T.H.A.M.O.S', 'Solaris', 'Golem' und 'Hoffmanns Erzählungen')“. Robo Sapiens. Roboter, Künstliche Intelligenz und Transhumanismus in Literatur, Film und anderen Medien. (Wissenschaft und Kunst). Dominik Orth, Ingo Irsigler (Hrsg.), Winter, Heidelberg 2021 (Wissenschaft und Kunst 36).
- „Todesspritze, Massenimpfung und Welterneuerung: Fantastische Störästhetik und therapeutische Utopie in Constanze Dennigs Dramen und Romanen (am Beispiel von "Exstasy Rave", "Klonküsse" und "Die rote Engelin")“. Zeitschrift für Fantastikforschung, 9(1). 2021. 1–16.
- „Ist Kunst immer schon 'trans-Art'?“. SUMMIT of trans-Art 2020: Künste im Dialog. Rieder, A. (Hrsg.), Athena/wbv, 2021. 9–24.
- „Oper und Fantastik: Überlegungen zum Operatic Imperative: Look at Me!“. Textpraxis. Digitales Journal für Philologie. Ralph Müller, Tobias Lambrecht (Hrsg.), 2020. (Sonderausgabe #4).
- “Theatre as (Inter-)Cultural Responsibility. A Practice-Led Perspective on Present-Day Opera Productions”. The Humanities Still Matter: Identity, Gender and Space in Twenty-First-Century Europe. Rubén Jarazo-Álvarez, José Igor Prieto-Arranz, eds., Peter Lang, Oxford 2020. 33–52. (Cultural Identity Studies 31).
- „Was hat Hybridität mit Kunst zu tun? Überlegungen zur interkulturellen Selbstfindung am Beispiel des malawischen Künstlers Samson Kambalu“. Identitäten – Zumutungen für Wissenschaft und Gesellschaft. Franz Gmainer-Pranzl, Barbara Mackinger (Hrsg.), Peter Lang, Frankfurt am Main 2020. 363–379. (Salzburger interdisziplinäre Diskurse 15).
- “Addressing Extremism: Theatre and Critical Humanities.” Ikhtilaf, Journal of Critical Humanities and Social Studies, (Vol I, Issue #2). Larbi Touaf, Soumia Boutkhil, Chourouq Nasri, eds., 2019. 8–19.
- “Gender and Genre: Short Fiction, Feminism and Female Experience”. The Cambridge History of the English Short Story. Dominic Head, ed., Cambridge University Press, Cambridge, England; New York 2016. 286–303.
- "From Oscar Wilde's Fairy Tale 'The Birthday of the Infanta' to Alexander von Zemlinsky's Tragic Opera 'The Dwarf'". Anglo-German Theatrical Exchange: “A sea-change into something rich and strange?”. Rudolf Weiss, Ludwig Schnauder, Dieter Fuchs, eds., Brill Rodopi, Boston 2015. 67–85. (Internationale Forschungen zur Allgemeinen und Vergleichenden Literaturwissenschaft 181).
- “Mona Lisa at the Mercy of Her Contemplators: Romantic and Decadent Interpretations of Renaissance Art”. Imaginaires 3. 1998. 217–244.
- “A Note on Shakespeare's Tempest and Iris Murdoch's The Sea, The Sea”. Shakespeare Jahrbuch. 1996. 374–81.

### Als Herausgeberin
- Kreativität – Schöpferischer Wille und (Über-) Lebensstrategie. Winter, Heidelberg 2023 (Wissenschaft und Kunst 41), ISBN 978-3-8253-9521-6.
- Sabine Coelsch-Foisner und Christopher Herzog: Jenseits der Grenze: De-/Re-Lokalisierung, Hybridisierung. Winter, Heidelberg 2023 (Wissenschaft und Kunst 40), ISBN 978-3-8253-9522-3.
- Sabine Coelsch-Foisner und Lisa Nais: In the Beginning Were Puppets: Towards a Poetics of Puppetry. Winter, Heidelberg 2023 (Wissenschaft und Kunst 39), ISBN 978-3-8253-9523-0.
- Sabine Coelsch-Foisner und Christopher Herzog: For sale! Kommodifizierung in der Gegenwartskultur. Winter, Heidelberg 2021 (Wissenschaft und Kunst 37), ISBN 978-3-8253-4902-8.
- Sabine Coelsch-Foisner und Christopher Herzog: Visualisierung. Bildwissen – Wissensbilder. Winter, Heidelberg 2020 (Wissenschaft und Kunst 34), ISBN 978-3-8253-4796-3.
- Sabine Coelsch-Foisner und Christopher Herzog: Transmedialisierung. Winter, Heidelberg 2019 (Wissenschaft und Kunst 33: Kulturelle Dynamiken 3), ISBN 978-3-8253-6992-7.
- Sabine Coelsch-Foisner und Timo Heimerdinger: Theatralisierung. Winter, Heidelberg 2016 (Wissenschaft und Kunst 30: Kulturelle Dynamiken 2), ISBN 978-3-8253-6688-9.
- Sabine Coelsch-Foisner und Joachim Brügge: My Fair Lady. Eine transdisziplinäre Einführung. Winter, Heidelberg 2015 (Wissenschaft und Kunst 16), ISBN 978-3-8253-6519-6.
- Memorialisation. Winter, Heidelberg 2015 (Wissenschaft und Kunst 28: Kulturelle Dynamiken 1), ISBN 978-3-8253-6396-3.
- Sabine Coelsch-Foisner und Douglas Brown: The Museal Turn. Winter, Heidelberg 2012 (Wissenschaft und Kunst 22), ISBN 978-3-8253-6097-9.
- Sabine Coelsch-Foisner und Pascal Fagot: Raum im Wandel / L'espace en métamorphose / Space in Change. Winter, Heidelberg 2011 (Wissenschaft und Kunst 14), ISBN 978-3-8253-5801-3.
- Sabine Coelsch-Foisner und Michaela Schwarzbauer: Leidenschaft und Laster. Winter, Heidelberg 2010 (Wissenschaft und Kunst 13), ISBN 978-3-8253-5741-2.
- Mozart in Anglophone Cultures. Lang, Frankfurt am Main et al. 2009 (Salzburg Studies in English Literature and Culture 4), ISBN 978-3-631-56256-7.
- Ovid's Metamorphoses in English Poetry. Winter, Heidelberg 2009 (Wissenschaft und Kunst 10), ISBN 978-3-8253-5520-3.
- Fiction and Autobiography: Modes and Models of Interaction. Lang, Frankfurt am Main 2006 (Salzburg Studies in English Literature and Culture 3). ISBN 978-3-631-54385-6.
- Fantastic Body Transformations in English Literature and Film: Theoretical Perspectives. Winter, Heidelberg 2006 (Wissenschaft und Kunst 4). ISBN 978-3-8253-5280-6.
- Sabine Coelsch-Foisner und Michaela Schwarzbauer: Metamorphosen: Akten der Tagung der interdisziplinären Forschungsgruppe Metamorphosen an der Universität Salzburg in Kooperation mit der Universität Mozarteum und der Internationalen Gesellschaft für Polyästhetische Erziehung, Zell an der Pram, 2003. Winter, Heidelberg 2005. (Wissenschaft und Kunst 1). ISBN 978-3-8253-5045-1.
- Sabine Coelsch-Foisner und Wolfgang Görtschacher: The Author as Reader: Textual Visions and Revisions. Lang, Frankfurt am Main 2005 (SEL&C 2), ISBN 978-0-8204-7399-4.
- Sabine Coelsch-Foisner und Holger Klein: Drama Translation and Theatre Practice. Lang, Frankfurt am Main 2004 (SEL&C 1), ISBN 978-3-631-50755-1.
- Sabine Coelsch-Foisner und Holger Klein: Private and Public Voices in Victorian Poetry. Stauffenburg, Tübingen 2000. ISBN 978-3-86057-316-7.
- Elizabethan Literature and Transformation. Stauffenburg, Tübingen 1999. (Studies in English and Comparative Literature 15), ISBN 978-3-86057-315-0.